# 喜凱亞

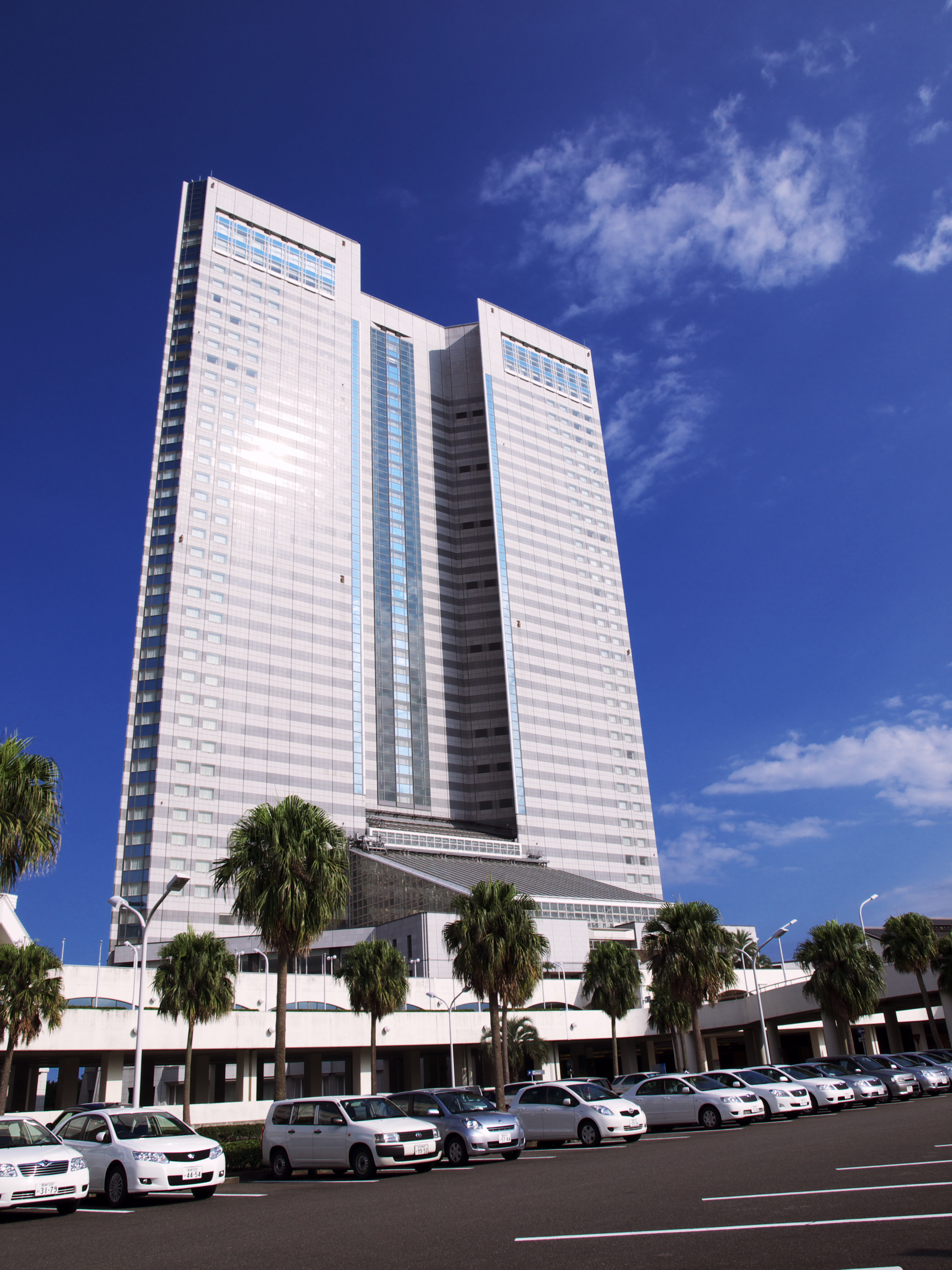
鳳凰喜凱亞度假區

喜凱亞（日语：シーガイア，SEAGAIA）是位於日本宮崎縣宮崎市山崎町濱山的一個度假區，2011年起正式名稱是鳳凰喜凱亞度假區（日语：フェニックス・シーガイア・リゾート，PHOENIX・SEAGAIA・RESORT）。名稱來自於英語中的「大海」（Sea）和「地球」（Gaia）二詞。竣工開業初期時曾名為宮崎喜凱亞（日语：宮崎シーガイア）。喜凱亞自1993年7月開業室內游泳池和高爾夫球場等五處設施，1994年10月全面開業。2000年7月G8峰會外長會議在此舉行。喜凱亞耗資2000億日元興建，開業之後曾長期虧損。但2005年之後已轉為盈利，經營狀況有所好轉。
2012年3月26日，世嘉颯美控股完全收購喜凱亞的投資公司鳳凰度假區株式會社（日语：フェニックスリゾート株式会社，PHOENIX RESORT CO., LTD.）成為旗下子公司。

## 外部連結
- フェニックス・シーガイア・リゾート（页面存档备份，存于）
- ゴルフ - フェニックス・シーガイア・リゾート（页面存档备份，存于）
- ウエディング - フェニックス・シーガイア・リゾート（页面存档备份，存于）